# Camponotus piceatus
Camponotus piceatus är en myrart som beskrevs av Norton 1868. Camponotus piceatus ingår i släktet hästmyror, och familjen myror. Inga underarter finns listade.